# Tadeusz Biesaga
Tadeusz Biesaga (ur. 7 stycznia 1950 w Dębskiej Woli) – polski duchowny rzymskokatolicki, profesor doktor habilitowany nauk humanistycznych, salezjanin, etyk, nauczyciel akademicki.

## Życiorys
Pierwszą profesję w Towarzystwie Salezjańskim złożył 14 września 1969. Studiował teologię w Wyższym Seminarium Duchownym Towarzystwa Salezjańskiego w Krakowie i filozofię na Katolickim Uniwersytecie Lubelskim. Śłuby wieczyste złożył 22 sierpnia 1975, święcenia kapłańskie przyjął 22 maja 1976. Doktoryzował się w 1984 na Wydziale Filozofii KUL w oparciu o pracę pt. Dietricha von Hildebranda epistemologiczno-ontologiczne podstawy etyki, której promotorem był prof. Antoni B. Stępień. Stopień doktora habilitowanego uzyskał w 1999 na Papieskiej Akademii Teologicznej w Krakowie na podstawie rozprawy zatytułowanej Spór o normę moralności. Specjalizuje się w bioetyce i etyce lekarskiej.
W 1981 został wykładowcą Wyższego Seminarium Duchownego Towarzystwa Salezjańskiego w Krakowie. W latach 1988–1996 zatrudniony był na stanowisku adiunkta na Wydziale Filozofii Chrześcijańskiej Akademii Teologii Katolickiej w Warszawie. W 1996 podjął pracę w Papieskiej Akademii Teologicznej w Krakowie (przekształconej w 2009 w Uniwersytet Papieski Jana Pawła II), na której w 2003 objął stanowisko profesora nadzwyczajnego. W 1999 został kierownikiem Katedry Bioetyki na Wydziale Filozoficznym PAT, natomiast w latach 2000–2010 był dyrektorem Międzywydziałowego Instytutu Bioetyki UPJPII. Związany również z Akademią Ignatianum w Krakowie (pełnił funkcję kierownika Katedry Etyki).
W 2000 wstąpił do Polskiego Towarzystwo Tomasza z Akwinu, natomiast w 2004 został członkiem Komisji Etyki Medycznej PAN.